# Гальєгос-де-Арганьян
Гальєгос-де-Арганьян (ісп. Gallegos de Argañán) — муніципалітет в Іспанії, у складі автономної спільноти Кастилія-і-Леон, у провінції Саламанка. Населення — 331 особа (2010).
Муніципалітет розташований на відстані близько 250 км на захід від Мадрида, 95 км на південний захід від Саламанки.
На території муніципалітету розташовані такі населені пункти: (дані про населення за 2010 рік)
- Куельяр: 2 особи
- Гальєгос-де-Арганьян: 327 осіб
- Маріальба: 2 особи

## Демографія
Динаміка населення (INE ):